# 磯部史雄
磯部 史雄（いそべ ふみお、1948年 - ）は、東京都出身のアマチュア野球選手（外野手）。

## 経歴
日大三高では2年生時の1965年に、1年上の佐藤道郎、石塚雅二のバッテリーを擁し、左翼手として夏の甲子園都予選決勝に進むが、日大二高の神山修投手に完封され0-2で惜敗。翌1966年も、1年下のエース古賀正明を擁し、右翼手、三番打者として活躍。春季東京大会準決勝に進むが、日大一高の保谷俊夫、桜井憲の継投に抑えられ敗退。同年夏の甲子園東京都予選では決勝進出を果たし、修徳高と対戦するが、辻正孝に本塁打を喫するなど乱戦の末に7-9で惜敗。他のチームメイトに投手の柴田民男、三塁手の畑野実がいた。
法政大学へ進学。東京六大学野球リーグでは山中正竹、横山晴久両投手らの活躍もあって5回の優勝を経験。しかし法大の外野陣は依田優一をはじめ層が厚く、レギュラーには届かなかった。大学同期に二塁手の野口善男らがいる。
大学卒業後は日本石油に入社、秋元国武、町田公雄らと中心打者として活躍する。1972年の産業対抗では五月女豊、黒沢浪男が好投。決勝で鐘淵化学の井本隆を打ち崩し優勝を飾る。この大会の優秀選手賞を獲得。翌1973年の産業対抗では準決勝で熊谷組に敗退するが、13打数6安打を記録、打撃賞、優秀選手賞を獲得した。同年の社会人ベストナイン（外野手）に選出される。1974年には社会人野球日本代表のキューバ遠征に参加。1975年の都市対抗は準々決勝で大昭和製紙北海道に敗れるが、優秀選手賞を獲得。同年の第2回インターコンチネンタルカップ日本代表となり、社会人ベストナインにも再度選出された。
現役引退後は1986年から日本石油監督となり、選抜高校野球大会選考委員等をつとめる。